# Timecop
Timecop é um filme americano de 1994, um suspense de ficção científica dirigido por Peter Hyams e co-escrito por Mike Richardson, também produtor-executivo, e Mark Verheiden. É baseado em Time Cop, uma história em quadrinhos escrita por Verheiden e desenhada por Phil Hester e Chris Warner, que apareceu na antologia de quadrinhos Dark Horse Comics.
O filme tem como ator principal Jean-Claude Van Damme, no papel de um agente federal dos Estados Unidos no fim da década de 1990 e início da década de 2000, quando a viagem no tempo se tornou possível. Também conta com Ron Silver, como um político inescrupuloso, e Mia Sara, como a esposa do agente. A trama segue uma teia de diferentes episódios interligados da vida (ou talvez vidas) do agente, à medida que ele combate os criminosos através do tempo e investiga a carreira inexplicavelmente bem-sucedida de um político.
Timecop é até hoje o filme de maior sucesso de Van Damme, com uma renda de mais de 100.000.000 milhões  dólares em todo o mundo.

## Elenco
- Jean-Claude Van Damme – Max Walker
- Mia Sara – Melissa Walker
- Ron Silver – Senador Aaron McComb
- Bruce McGill – Comandante Eugene Matuzak
- Gloria Reuben – Sarah Fielding
- Scott Bellis – Ricky
- Jason Schombing – Lyle Atwood
- Scott Lawrence – George Spota
- Kenneth Welsh – Senador Utley
- Brad Loree – Reyes
- Kevin McNulty – Jack Parker
- Gabrielle Rose – Juiz Marshall
- Steven Lambert – Lansing
- Scott Lawrence- Spota